# 佐賀市立久保泉小学校
佐賀市立久保泉小学校（さがしりつ くぼいずみしょうがっこう）は佐賀県佐賀市久保泉町大字川久保にある公立小学校。

## 概要
歴史
1875年（明治8年）創立の小学校2校（久保泉・和泉）が1950年（昭和25年）に統合。現校名になったのは1954年（昭和29年）。2025年（令和7年）には創立150周年を迎えた。
校章
佐賀藩鍋島家の家紋、鍋島花杏葉紋を背景にして「久」の文字を配している。
校歌
1955年（昭和30年）制定。作詞は中島哀浪、作曲は陶山聡による。歌詞は3番まであり、3番の歌詞中に校名の「久保泉」が登場する。
通学区域
佐賀市のうち、「久保泉町、金立町（大小野）、大字金立（3435～3436番地・3439番地・3462～3590番地）」。中学校区は佐賀市立金泉中学校。

## 沿革
旧・久保泉小学校
- 1875年（明治8年）1月 - 学制の頒布により、川久保字西原御茶屋の郷学校跡に「川久保小学校」を創立。
- 1881年（明治14年）4月 - 町分北端（有吉）に校舎を新築・移転。
- 1886年（明治19年）- 小学校令施行により、尋常科（4年制）を設置の上、「尋常川久保小学校」に改称。
- 1889年（明治22年）4月1日 - 町村制施行に伴い、佐賀郡若3村（上和泉・下和泉・川久保）が合併の上、久保泉村が成立。
- 1882年（明治25年）4月 - 学校の運営が金立・久保泉二ヶ村学校組合[2]となり「川久保尋常小学校」に改称。
- 1883年（明治26年）10月 - 台風で校舎が全壊。3教室と職員室を再建し、不足の1教室は学校前の2階建て民家を借用の上、授業を実施。
- 1917年（大正6年）3月 - 妙楽寺分教場を廃止。
- 1908年（明治41年）4月 - 改正小学校令により、尋常科（義務教育）が4年制から6年制に変更となる。尋常科5年を新設。
- 1909年（明治42年）4月 - 尋常科6年を新設。
- 1913年（大正2年）4月 - 北部七ヶ村組合立春日高等小学校[3]の廃止に伴い、高等科（2年制）を併置の上、「久保泉尋常高等小学校」に改称。
- 1941年（昭和16年）4月 - 国民学校令施行により、「久保泉村 久保泉国民学校」に改称。尋常科を初等科に改める。久保泉・金立二ヶ村組合を解消。
- 1944年（昭和19年）10月 - 夜間の火災により、北側1棟が全焼、東側1棟が半焼。
- 1947年（昭和22年）4月1日 - 学制改革が行われる。
  - 久保泉国民学校の初等科は、新制小学校「久保泉村立久保泉小学校」に改組・改称。
  - 久保泉国民学校の高等科は、青年学校普通科とともに、新制中学校「久保泉村立久保泉中学校」に改組・改称。小学校に併設される。
- 1950年（昭和25年）4月 - 和泉小学校を統合の上、統合校舎完成までの間、「久保泉村立久保泉小学校 川久保校舎」となる。

旧・和泉小学校
- 1875年（明治8年）3月 - 上和泉の竜田寺本堂を校舎として、「泉小学校」を創立。
- 1878年（明治11年）3月 - 大字下和泉字古賀に校舎を新築・移転。
- 1886年（明治19年）- 小学校令施行により、尋常科（4年制）を設置の上、「尋常和泉小学校」に改称。
- 1882年（明治25年）4月 - 学校の運営が金立・久保泉二ヶ村学校組合[2]となり「和泉尋常小学校」に改称。
- 1908年（明治41年）4月 - 改正小学校令により、尋常科（義務教育）が4年制から6年制に変更となる。尋常科5年を新設。
- 1909年（明治42年）4月 - 尋常科6年を新設。
- 1941年（昭和16年）4月 - 国民学校令施行により、「久保泉村 和泉国民学校」に改称。尋常科を初等科に改める。
- 1947年（昭和22年）4月1日 - 学制改革により、和泉国民学校の初等科は、新制小学校「久保泉村立和泉小学校」に改組・改称。
- 1950年（昭和25年）4月 - 久保泉小学校への統合により、統合校舎完成までの間、「久保泉村立久保泉小学校 和泉校舎」となる。
- 1952年（昭和27年）10月 - 統合（増築）校舎の完成により、和泉校舎は廃止される。

統合・久保泉小学校
- 1950年（昭和25年）
  - 4月1日 - 久保泉小学校校舎増築工事に伴い、和泉小学校を統合の上、和泉校舎とする。学級数20、職員数27、児童数840。
  - 4月7日 - 開校式典を挙行。新築校舎を本校とし、4年生以上の児童を収容。3年生以下の児童は旧学区によりそれぞれ川久保校舎と和泉校舎に分散して収容。
- 1952年（昭和27年）10月 - 新校舎（増築）完成に伴い、2カ所の校舎に分散していた9学級を本校に収容。和泉校舎を廃止。
- 1954年（昭和29年）10月1日 - 佐賀市との合併に伴い、「佐賀市立久保泉小学校」（現校名）・「佐賀市立久保泉中学校」に改称。
- 1955年（昭和30年）3月 - 校歌を制定。
- 1957年（昭和32年）8月 - プールが完成。
- 1960年（昭和35年）3月 - 佐賀市立金泉中学校への統合により、佐賀市立久保泉中学校が閉校。ただし、統合校舎が完成するまでの間、「東校舎」として存続。
- 1961年（昭和36年）9月 - 学校給食を開始。
- 1962年（昭和37年）3月  - 佐賀市立金泉中学校の統合校舎が完成したため、中学校東校舎が廃止の上、小学校に移管される。
- 1966年（昭和41年）3月 - 南校舎1棟と仁和館を現在地のまま久保泉公民館に移譲。
- 1970年（昭和45年）2月 -  体育館が完成。
- 1975年（昭和50年）11月 - 創立100周年記念式典を挙行。記念碑を建立。校旗を制定。
- 1979年（昭和54年）8月 - 校舎を改築。鉄筋コンクリート造3階建て普通教室棟が完成。歴史公園・学級園を造成。
- 1984年（昭和59年）3月 - 校舎を改築。鉄筋コンクリート造3階建ての管理・特別教室棟が完成。
- 1986年（昭和61年）11月 - 運動場を拡張。
- 1989年（平成元年）9月 - 夜間照明施設を設置。
- 1990年（平成2年）
  - 4月 - 佐賀県知事より愛鳥モデル校に指定される。
  - 5月 - プールを改築。
  - 11月 -  アメリカ合衆国 グレンフォールズ市 レイクジョージ小学校と姉妹校を締結。
- 1993年（平成5年）3月 - コンピュータ室を設置。
- 1997年（平成9年）3月 - 給食室を新築。
- 1999年（平成11年）7月 - アメリカ合衆国 グレンフォールズ市関係者が来校。
- 2001年（平成13年）
  - 1月 - 21世紀記念タイムカプセル埋設。
  - 7月 - アメリカ合衆国 グレンフォールズ市 姉妹校を訪問。
- 2003年（平成15年）6月 - 総合遊具を撤去。茶畑の茶の木を撤去。
- 2004年（平成16年）
  - 3月 - 旧・図書室と若竹の部屋を改築し、新図書室が完成。
  - 7月 - ゴム製タイルの中庭「たいよう広場」が完成。
- 2006年（平成18年）2月 - プールを改修。
- 2008年（平成20年）
  - 10月 - 体育館が完成。
  - 12月 - 旧体育館を解体。
- 2009年（平成21年）2月 - 北門と西門を整備。
- 2015年（平成27年）7月 - 北校舎の耐震補強工事が完了。
- 2016年（平成28年）1月 - 保健室にシャワー室を設置。

## 交通
最寄りの鉄道駅
- JR九州 長崎本線 「伊賀屋駅」

最寄りのバス停留所
- 佐賀市営バス 伊賀屋線 「久保泉小学校前」停留所

最寄りの幹線道路
- 佐賀県道51号佐賀脊振線

## 周辺
- 佐賀市立久保泉公民館
- NTT西日本川久保電話交換所
- 巨勢川

## 参考資料
- 「佐賀市史 第3巻 (近代編 明治期) (PDF) 」（1978年（昭和53年）9月30日, 佐賀市）p.139～p.205 二.明治前期の教育 - 佐賀市ウェブサイト
- 「佐賀市史 第3巻 (近代編 明治期) (PDF) 」（1978年（昭和53年）9月30日, 佐賀市）p.744～p.772 十.明治後期の教育と文化 - 佐賀市ウェブサイト

## 関連事項
- 佐賀県小学校一覧